# Drumul expres Baia Mare–Oar
Drumul expres Baia Mare–Oar este un proiect al Guvernului României, de realizare a unei conexiuni între orașele Baia Mare și Satu Mare cu drumul expres M49⁠(d) din Ungaria.
Inițial, traseul urma să aibă ca punct de trecere a frontierei (și punct final pe teritoriul român) localitatea Petea. Partea maghiară a identificat însă un sit Natura 2000 care împiedică conectarea autostrăzii A3 cu acest drum pe la Petea, ceea ce face ca proiectul actual să urmeze malul stâng al Someșului și să treacă frontiera la Oar/Csenger.
O primă porțiune a acestui drum este deschisă din 2022 ca partea nordică a centurii municipiului Satu Mare.